# Artur Laskus
Artur Laskus (* 1936 in Jucha, Masuren; † 1998 auf La Palma) war Zimmermann, Architekt und Künstler.

## Leben
Stationen seines Lebens waren Bremen, Hamburg, Berlin, London und Lewes. Zu Beginn der 1970er Jahre arbeitete er zusammen mit dem schottischen Künstler Eduardo Paolozzi. Laskus beschäftigte sich künstlerisch mit Foto, Bühnenbild, Film, Text, Zeichnung, Malerei, Installation und Skulptur.

## Kritik
- Michael Haerdter schrieb im Katalog-Vorwort zur Ausstellung Nachwelten im Künstlerhaus Bethanien in Berlin 1982: „Seine Kunst dient ihm dazu, uns die Augen zu öffnen“  „Artur Laskus, der langjährige England-Gast, ist zugleich ein Meister der Ironie und des Understatement. Ein Moralist ohne erhobenen Zeigefinger, ein unbequemer Künstler, der sich uns jedoch nicht lautstark aufdrängt.“(Michael Haerdter, März 1982)[2]
- Hermann Sturm meinte in seinen Bemerkungen zu Bildern von Artur Laskus im Katalog zur Ausstellung Die Kälte des Nahen in der Kunsthalle Bremen, 1982: „Die Darstellung der Botschaft wird – ist sie konzipiert – mit großer Sorgfalt und diskreter Akribie vorgetragen. Aus dieser Sorgfalt, die sich auf beides richtet, auf Inhalt und Form, ergibt sich Präzision und nicht zuletzt die überzeugende Wirkung und auch die unbequeme Schönheit der Blätter und Bilder.“[2]

## Kataloge zu Ausstellungen
- Artur Laskus: Schwellenbilder, Lochbilder, Zeichnungen 1978 - 1981 ; 5. Juni – 11. Juli 1982, Karl-Ernst-Osthaus-Museum, Verleger Hagen, Karl-Ernst-Osthaus-Museum, 1982
- Artur Laskus : Die Kälte des Nahen ; Bilder, Zeichnungen, Radierungen ; Ausstellung Kunsthalle Bremen, 14. Dezember 1980 – 8. Februar 1981, Verleger Bremen Kunsthalle, 1980